# Kristijan Ipša
Kristijan Ipša (ur. 4 kwietnia 1986 w Poreču) – chorwacki piłkarz słoweńskiego pochodzenia występujący na pozycji obrońcy. Wychowanek NK Varaždin, w swojej karierze grał także w takich zespołach jak Energie Cottbus, FC Midtjylland, Reggina, Petrolul Ploeszti i Piast Gliwice. Były reprezentant Chorwacji do lat 21.